# Еллендейл (Делавер)
Еллендейл (англ. Ellendale) — місто (англ. town) в окрузі Сассекс штату Делавер США. Населення — 487 осіб (2020).

## Географія
Еллендейл розташований за координатами 38°48′37″ пн. ш. 75°25′30″ зх. д. / 38.81028° пн. ш. 75.42500° зх. д. (38.810245, -75.424895).  За даними Бюро перепису населення США в 2010 році місто мало площу 1,14 км², уся площа — суходіл.

## Демографія
Згідно з переписом 2010 року, у місті мешкала 381 особа в 128 домогосподарствах у складі 101 родини. Густота населення становила 333 особи/км².  Було 147 помешкань (128/км²).
Расовий склад населення:
| - 61,4 % — білих - 29,4 % — чорних або афроамериканців - 0,5 % — вихідців з тихоокеанських островів - 0,5 % — азіатів - 3,9 % — осіб інших рас |

До двох чи більше рас належало 4,2 %. Частка іспаномовних становила 6,6 % від усіх жителів.
За віковим діапазоном населення розподілялося таким чином: 26,0 % — особи молодші 18 років, 61,4 % — особи у віці 18—64 років, 12,6 % — особи у віці 65 років та старші. Медіана віку мешканця становила 36,5 року. На 100 осіб жіночої статі у місті припадало 100,5 чоловіків;  на 100 жінок у віці від 18 років та старших — 98,6 чоловіків також старших 18 років.
Середній дохід на одне домашнє господарство  становив 41 920 доларів США (медіана — 37 000), а середній дохід на одну сім'ю — 42 817 доларів (медіана — 37 917). Медіана доходів становила 34 375 доларів для чоловіків та 27 386 доларів для жінок. За межею бідності перебувало 27,8 % осіб, у тому числі 44,8 % дітей у віці до 18 років та 7,0 % осіб у віці 65 років та старших.
Цивільне працевлаштоване населення становило 141 осіб. Основні галузі зайнятості: освіта, охорона здоров'я та соціальна допомога — 23,4 %, виробництво — 22,7 %, транспорт — 10,6 %, роздрібна торгівля — 10,6 %.